# Haloze
Haloze so prometno odročno gričevje v severovzhodni Sloveniji, ob meji s Hrvaško. Raztezajo se od Jelovškega potoka pri Makolah do Zavrča ob meji s Hrvaško. Haloze imajo razgiban relief s strmimi pobočji in ozkimi dolinami, kar je skozi zgodovino močno vplivalo na življenje ljudi, saj so možnosti za obdelovanje in poseljevanje omejene. Zaradi slabe podolžne prehodnosti se v Halozah ni razvilo krajevno središče; prevladuje razložena poselitev s številnimi majhnimi naselji, večja naselja so le v dolinah.
Haloze še danes veljajo za področje s skromnimi možnostmi za preživetje, kar pa ni samo posledica razgibanega reliefa z velikimi strminami in težko prometno prehodnostjo ter obmejno lego, temveč tudi slabe lokalne in nacionalne razvojne politike ter mnogih drugih dejavnikov, ki vplivajo na demografske razmere in spodbujajo odseljevanje prebivalcev.
Kamninsko podlago večinoma predstavlja lapor, na katerem se je razvila prst, ki je skupaj z ugodnim podnebjem primerna za rast vinske trte. Haloze so tako danes poznane po kakovostnem vinu, čeprav je vinarstvo nekdaj prinašalo le skromen dobiček. Vinorodna območja se nahajajo na vzhodnem delu Haloz, kjer vinogradi pokrivajo približno desetino površin, medtem ko je zahodni del Haloz predvsem gozdnat, saj gozdovi pokrivajo okoli polovico celotnega območja, vinogradi pa le odstotek površin. Meja med obema deloma je dolina potoka Peklača, vendar se razlike vztrajno manjšajo zaradi zaraščanja vinogradov na vzhodnem delu.

## Površje in vodovje
Za Haloze so značilna zelo razgibana in kratka slemena, ki potekajo v različne smeri. Vzhodne Haloze so pretežno gričevnate, prevladujejo nadmorske višine od 200 do 400 m in nakloni od 6° do 20°. Proti zahodu pričnejo višine naraščati, med potokoma Peklača in Jesenica presežejo 500 m. Zahodne Haloze so hribovite: hribovje med potokoma Jesenica in Skralsko je višje od 600 m (npr. Jelovice s 623 m). Prevladujejo nakloni med 12° in 30°. Samo desetina površja ima naklon pod 6°, četrtina med 6° in 12°. Večje strjene površine vinogradov so pridobili s terasiranjem pobočij.
Haloze so prepredene z ozkimi dolinami, zato je prometno težko prehodno. Samo doline Rogatnice, Jelovškega potoka, Skralske, Jesenice, Peklače in Psičine omogočajo prehode, zato po njih potekajo cestne povezave.
Približno tri četrtine Haloz prekriva lapor, saj so bile od sredine oligocena do pliocena skoraj v celoti preplavljene s plitvim Panonskim morjem, v katerem so se odlagale morske usedline.
Večina padavin odteče po površini, kar pospešuje odnašanje prepereline in izoblikovanje potočnih strug. Potoki izvirajo v gozdnih grapah. Pomembnejši potoki so od zahoda proti vzhodu Jelovški potok, Skralska, Jesenica, Peklača, Rogatnica, Psičina, Bela in Turški potok. Vsi potoki so razmeroma kratki, tj. dolžine okoli 7 km, in se stekajo v Dravinjo. Ob dolgotrajni suši, predvsem poleti, potoki presahnejo, zato je treba vodo dovažati s cisternami; izviri v zahodnem delu so sicer stalnejši in so urejeni v vodnjake. Pomembni so tudi vodnjaki na Dravski ravni. Vodovodi so napeljani po dolini Bele do Cirkulan, do dolini Rogatnice do Podlehnika in čez Ptujsko goro do Brega pri Majšperku.

## Podnebje in rastje
Zaradi odprtosti proti vzhodu imajo Haloze subpanonsko celinsko podnebje, za katero so značilna topla poletja, suhe in sončne zgodnje jeseni ter ostre zime. Srednja julijska temperatura je 19,5 °C, srednja januarska –1,4 °C, v rastni dobi pa 15 °C; gozdni del Haloz je nekoliko hladnejši od vinorodnega dela. Letno pade okoli 1.000 mm padavin, v rastni dobi okoli 700 mm. Največ padavin je poleti, najmanj pozimi. Količina padavin narašča v smeri od vzhoda proti zahodu; take se količina padavin med Cirkulanami in Žetalami poveča za skorajda 100 mm. Poleti in zgodaj jeseni je pogosta tudi toča. Snežna odeja je v povprečju debela okoli 30 cm in se obdrži do 50 dni v letu.
Značilni so kisloljubni gozdovi bukev, kostanjev in hrastov, ki pokrivajo večino z gozdom poraslega površja. Takšna sestava je posledica prevlade lapornate podlage z zakisanimi rjavimi prstmi in rendzinami. Ostale negozdne površine tvorijo vinogradi, travniki, pašniki in sadovnjaki. Zaradi podnebja, ki je nekoliko podobno submediteranskemu, uspevajo na suhih travnikih na prisojnih pobočjih tudi nekatere submediteranske rastline, kot so čopasta hrušica (Muscari comosum), jadranska smrdljiva kukavica (Himantoglossum adriaticum) ter bodeča lobodika (Ruscus aculeatus).

## Gospodarstvo
Na področju Haloz so bili že od nekdaj pomembni vinogradi, ki pa so prinašali bolj skromen zaslužek ob visokih dajatvah gospoščini. Zaradi rodovitne prsti, visokih temperatur, velikega števila jasnih dni ter primerne vlažnosti sodijo Haloze po nekaterih virih med 5 % svetovnih vinogradniških predelov, ki imajo najugodnejše pogoje za gojenje vinske trte. Vinogradi so v zasebni lasti; znane sorte, ki jih gojijo, so beli pinot, laški rizling, renski rizling, sauvignon, šipon in traminec, stara domača sorta pa je štajerska belina ali ranfol. Večina njivskih površin je posejana s koruzo in pšenico. Sadjarstvo in vrtnarstvo sta redkejša in namenjena lastnim potrebam. V zadnjih letih se je nekoliko razširila živinoreja, in sicer vzreja domačega goveda in drobnice.
V preteklosti, predvsem v drugi polovici 19. stoletja, so se v vaseh naselili tudi gostilničarji, trgovci in obrtniki, predvsem čevljarji, krojači in kovači. Od obrti je bilo znano tudi žagarstvo, pletarstvo, sodarstvo in oglarstvo. Zaradi industrializacije so obrti povečini propadle, nekateri pa še vedno ohranjajo domačo tradicijo kot dopolnilno dejavnost. Po drugi strani so se ponekod razvile storitvene dejavnosti, kot je mizarstvo, frizerstvo in avtoelektričarstvo.
Nekdaj so pod Janškim Vrhom ter v Šegi pri Makolah nekaj časa kopali premog, v dolinah Skralske in Jesenice pa so pridobivali peščenjak ter izdelovali brusne kamne in gradbene kvadre; oboje so zaradi konkurence večjih premogovnikov in kamnolomov opustili. Leta 1917 je pričela delovati tovarna tanina na Bregu pri Majšperku, leta 1937 pa še tovarna volnenih izdelkov. Po drugi svetovni vojni so s pomočjo sredstev za nerazvita področja zgradili še dve tovarni, in sicer obrat Metalne v Dolanah, tovarna obutve pa je na Bregu nadomestila tovarno tanina. Po osamosvojitvi Slovenije je večina industrijskih obratov propadla; veliko zaposlenih je tako izgubilo službe, saj je v tovarnah na Bregu delalo približno 450 delavcev. Dandanes se edini industrijski obrat, tj. tovarna za releje, nahaja v Makolah.
Primerjava med letoma 1961 in 1991 kaže, da se je delež zaposlenih v primarnem sektorju razpolovil, delež zaposlenih v terciarnem in kvartarnem sektorju pa se je povečal za štirikrat. Podatki iz AJPES-a za konec leta 2007 kažejo, da je bilo v gospodarskih družbah, zavodih in obrtnih delavnicah zaposlenih nekaj več kot 1.000 ljudi; če upoštevamo kmetovalce, Haloze trenutno omogočajo zaposlitev le tretjini delovno aktivnega prebivalstva. Mnogo ljudi zato odhaja na delo v bolj oddaljene kraje, kot so Slovenska Bistrica, Maribor in Ptuj, nekateri pa so se odselili v tujino. Haloze sodijo med slovenske pokrajine z najvišjim deležem zdomcev.

### Turizem
Haloze imajo veliki turistični potencial, ki pa je razmeroma slabo izkoriščen in se počasi ter nepovezano razvija. Nazadovanje na gospodarskem in socialnem področju je po eni strani zagotavljalo varovanje naravne in družbene dediščine, po drugi strani pa je povzročilo propadanje nekaterih elementov materialne dediščine, npr. gradov Borl in Hamerl. Kljub temu se v zadnjih letih dogajajo vzpodbudni premiki, pozitiven odnos do turizma pa kaže tudi lokalno prebivalstvo. Dober primer povezovanja turizma je turistična vas Halonga.
Prednosti Haloz so privlačnost podeželske pokrajine, naravne znamenitosti, kot sta Krajinski park Šturmovci, kjer bivajo mnoge zaščitene vrste ptic, kačjih pastirjev in rastlin, ter Donačka gora, kjer je bukov pragozd zaščiten od leta 1956, bližina srednjeveškega mesta Ptuj, Term Ptuj in Rogaške Slatine ter kulturna dediščina in etnografsko bogastvo. Med znane kulturne spomenike sodijo npr. grad Borl, Bazilika Marije Zavetnice s plaščem na Ptujski Gori iz obdobja gotike, dvorec Štatenberg, dvorec Zavrč, grad Hamerl ter cerkev sv. Trojice na Gorci iz obdobja baroka. Pomemben je tudi vinski turizem ter ponudbe, vezane na rekreacijo, kot so pohodništvo, kolesarjenje in jahanje.
Problem turizma v Halozah je med drugim nezainteresiranost ljudi, predvsem podjetnikov, za povezovanje različnih zvrsti turizma v celoto oz. združenje, saj se ponudniki turističnih storitev med seboj dojemajo kot konkurenca, svoj davek pa terjajo tudi odseljevanje mlade populacije, pomanjkanje lastnega kapitala in delovnih mest, relativno nizka stopnja infrastrukturne razvitosti ter pomanjkanje prenočitvenih kapacitet. Nekateri objekti, kot je Motel Podlehnik, ki je bil nekdaj največji nastanitveni objekt v Halozah in je letno sprejel do več tisoč turistov, danes propadajo.

## Demografija
V preteklosti so bile Haloze znane po velikih družinah: v 30-ih letih 20. stoletja je bila rodnost 35 ‰, vendar je bila visoka tudi stopnja umrljivosti, tako da je bil naravni prirastek le okoli 15 ‰. Po drugi svetovni vojni so se življenjske razmere izboljšale, zato je prirastek narasel na 20 ‰, vendar je že v 50-ih letih pričel upadati, sprva naglo do leta 1961 na 14 ‰, nato pa počasneje. Posledice se kažejo med drugim tudi v osnovnih šolah, saj je po vojni potekal pouk v več izmenah, danes pa samo v eni izmeni; tri manjše šole v Kozmincih, Narapljah in Rodnem Vrhu so pred leti že zaprli.
Haloze so izrazito depopulacijsko območje, pozitivni trend kažejo le nekatera naselja v dolinah v nekaterih občinah, kot so Cirkulane, Videm in Zavrč. Primerjava med letoma 1961 in 1991 kaže, da se je gostota ljudi zmanjšala iz 71 prebivalcev na km2 na 50 prebivalcev na km2. Prav tako se stara prebivalstvo: leta 1961 je bil delež do 19 let starih prebivalcev 42 %, leta 1991 pa samo 28 %. Na območju Haloz trenutno živi okoli 19.000 prebivalcev, od tega okoli 7.500 na zahodnem delu, okoli 11.500 pa na vzhodnem delu.

## Etimologija in zgodovina
Ime področja naj bi po eni teoriji izhajalo iz latinske besede Colles, ki pomeni »vinske gorice«, po drugi teoriji pa naj bi izhajalo iz staroslovanske besede halonga, ki pomeni »gričevnat svet«. Arheološka raziskovanja niso odkrila nobenih sledov iz železne in rimske dobe, prav tako ni pisnih virov iz zgodnjega srednjega veka. Domnevajo, da so imeli prebivalci rimske Poetovie (današnjega Ptuja) vinogradne posesti na območju Haloz.
Na začetku 13. stoletja so bile Haloze razdeljene med štiri gospoščine: vzhodni del je pripadal borlski gospoščini, osrednji del ptujski gospoščini, zahodni del pa majšperski ter štatenberški gospoščini. V 15. stoletju se Haloze že omenjajo v pisnih virih kot »Chalas« in »Kalosen«. Do 16. stoletja so obstajali že vsi današnji kraji. Značilna slemenska razložena poselitev se je uveljavila v 18. in 19. stoletju in je sledila intenzivnemu širjenju vinogradov.